# Izsák Iszraeli ben Solomon
Izsák Iszraeli ben Solomon (héberül: יצחק בן שלמה הישראלי), (Egyiptom, 832 körül – Kairuán, 932 körül) középkori zsidó orvos és filozófus.
Orvosként működött a kairuani kalifák udvarában, ugyanakkor egyike az első középkori zsidó filozófusoknak. Orvostudományi, fizikai, és filozófiai spekulációkat tartalmaznak művei, így A definíciók könyve, Az elemek könyve, és A szellem és a test könyve. Israeli nem annyira szisztematikus és eredeti szellem, mint inkább kompilátor, viszont a világ eredetéről vallott emanatista koncepcióját és a lélekről vallott tanítását már áthatja az újplatonizmus. Műveit olvasva alig lehet észre venni, hogy zsidó szerzőről van szó. Israeli kísérletet sem tesz nézetei és a Biblia összeegyeztetésére, illetve a teológia és filozófia meghatározására. Műveit a középkori keresztény filozófusok nagyra tartották, a zsidó Maimonidész viszont nem kedvelte.